# San Gabriel Chilac
San Gabriel Chilac es un Pueblo del estado mexicano de Puebla. Está situado cerca de la ciudad de Tehuacán.

## Toponimia
Chilac proviene de las palabras «cili» (caracolito), «la» (abundancia) y la letra c, lo cual significa: «Donde abundan los caracolitos». Existen en la región, caracoles petrificados.

## Localización
Sus colindaciones son al norte Tehuacán, al sur San José Miahuatlán, al este con Altepexi, al oeste con Zapotitlán Salinas.

## Extensión
Tiene una superficie de 104.61 kilómetros cuadrados que lo ubica en el lugar 124 con respecto a los demás municipios.

## Historia
Su fundación data del año 1539 por la tribu de su fundadora Ana Chilacatla Momotla junto a su cónyugue Basilio Toltecatl, descendientes de la cultura mexica y tolteca. "Chilac", nombre apócope del apellido de la mujer que gobernó al pueblo: Ana Chilacatla Momotla, casada con Toltecatl, en el siglo XVI. Perteneció al territorio del antiguo distrito de Tehuacán y en 1895 se constituyó como municipio libre. 
El valle de Tehuacán fue habitada por varias tribus, una de ellas de raza azteca con el nombre de ACHIMALACATLA, pueblo que además de dedicarse al cultivo de maíz, en sus ratos libres empleaban en hilar algodón con el malacate para confeccionar ropa.
No muy lejos de ella habitaba otra tribu de raza tolteca, en el paraje con el nombre de TLAXOMULCO, en la actualidad lleva el nombre de AMATITLA. Esta tribu se distinguió de todas las demás por la adquisición de bienes y producción de chile con el que comerciaban.
Ambas tribus conquistadas por españoles y fueron bautizados por la religión católica, al jefe de la tribu tolteca se le puso el nombre de BASILIO TELTECAS, el apellido por la descendencia de su raza, además de le reconoce como uno de los que fundaron la nueva España o TENOCHTITLA, que significa reunión de tribus, a su esposa se dio el nombre de ANA CHILACATLA MOMOTLAC, la señora de los chilles y carrizales como fue conocida y MOMOTLAC, apedreada o que apedreó.
Años después según los documentos de la fundación del pueblo de Chilacatla, hubo un indio idolatra y valiente jefe de una tribu numerosa radicada en el valle de Oaxaca que se le conoció con el nombre de PINIAHUATECALT el apenado, mismo que hizo constantes guerras a basilio y a su tribu, estos combates fueron apedreados, siendo el último en TLAXOMULCO, lugar encajonado, el 18 de marzo de 1530; fue una lucha desigual que no pudo resistir con los hombres de las treinta familias contra quinientos del enemigo, fue vencido y obligado a abandonar sus posesiones, yendo a refugiarse al pueblo de Santa María de la Concepción y Cueva hoy calcahualco, en la casa de Felipe Popoca y Pedro Calcahuas, primos hermanos en segundo grado de Basilio Toltecas, porque la señora era quien comandaba la tribu y no su esposo.
Los acontecimientos en Tlaxomulco fueron puestos en conocimiento de la autoridad eclesiástica por el fraile Francisco Medina de Santa Cruz, ante quien se declararon, que su intención era habitar en San Jerónimo Tlaxomulco fundado por Ana, según licencia que se le expidió por el notario público del valle de Oaxaca, como constaba en la cédula real. Bernardo Luis de Castro, Notario Apostólico, después de escuchar la revelación de Basilio Toltecas y su tribu, dispuso; que el Fraile Francisco Medina de Santa Cruz, encomendero de los indios de la comarca, guiara a Basilio y su tribu por todos los dominios a buscarles nuevos sitios para poblar.
En el recorrido encontraron dos manantiales de aguas que eran realengas y a distancia de dos leguas tierras fértiles y lugares amenos, propias para el cultivo de chile y maíz que eran su profesión, manifestaron que les convenía y aceptaban esos territorios; se tropezaron con la dificultad que tales tierras y posesiones estaban en poder de los habitantes de ACHIMALACATLA, lugar donde se hila con el mecate, este muchos años atrás.
La diligencia de posesión fue solemne, la dio don Mateo Payan, Notario Público del Rey en presencia del Fraile Francisco Medina de Santa Cruz, los testigos Pedro Cehua, Isidro Xilaso y Felipe Popota vecinos de la Concepción y Cueva; más tres de los más ancianos de la tribu de doña Ana, Xalalatzi, Tezomatzi y Chimalpopoca quienes juraron a dios y a una cruz decir la verdad en todo lo que les fuera preguntado: se dio el principio al acto de toma de posesión de los manantiales que dijeron ser realengas y que dios habría creado para el que quisiera habitar esos territorios, el primero lo llamaron TEXCALI, por ser la concavidad donde mana el agua con la forma de una casa. El otro manantial, que esta a Flor de tierra a 50 metros del otro al cual le pusieron COZAHUATL.
Las aguas se desparramaban por toda la llanura sin ningún beneficio, pero el Fraile Francisco Medina de Santa Cruz, proponiéndose organizarles la agricultura requirió a los vecinos de Santa María cooperar con su ayuda personal a la tribu de doña Ana a la construcción de un canal que hasta hoy existe y se le conoce como APANTLI HUEY, la construcción llegó a un lugar llamado AXELOLI. De este punto partieron dos canales para las tierras de cultivo del grupo de doña Ana que llamaron TLAJCO ATL, y el otro de los achimalactlas se le denominó TLAJCOINAHUAC; los trabajos de limpia se hacían por faenas los días lunes de cada semana, costumbre que hasta la fecha conservan dentro de la comunidad.
La comunidad para continuar la diligencia de posesión se dirigió a un monte redondo al que le pusieron el nombre de OCELOTZI, quedando por el costado sur de las tierras del pueblo de San Juan Atzingo: después por el pie de otro cerro hasta el punto que dijeron llamarse TEPETLAOZTOC, de aquí por todo el camino que conduce a San Pedro Tetela hoy Tetitlan, hasta MIZQUITL COLTIC, se continuó después hasta TECUANTZATZIA; y de ahí se fueron por una atarjea perteneciente al pueblo de san José en el que compareció Nicolás Tecuanhuehue; de ahí se continuó por otra atarjea hasta llegar a venta alta hoy lindero de venta negra, de este punto le dieron vuelta para el poniente por toda una loma tendida llamada COYOCOLTEPETL, de allí se dirigieron al norte hasta el punto llamado TELCOYUNQUE; continuaron por una vereda hasta el montecillo que llamaron MEMEYA ATL; después dando vuelta por toda una atarjea llegaron al apantle IYAXCAATL SAN ANDRÉS y de allí hasta salir donde atraviesa el camino real de Tehuacán, que pusieron por lindero una cruz con peaña, hoy conocido como CRUZTITLA, continuaron por toda la orilla de una loma hasta donde existe dos árboles de TEMPEZQUISTLE Y de allí continuaron dando vuelta al pie de una loma que llamaron TEPETEOPA y de este punto siguieron por todo el apantle hasta llegar a una barranca y de aquí hasta el punto de ELOTEPETL; de aquí volvió la comisión hasta un lugar que llamaron ATECOCHTITLA, donde dio término la diligencia después de poner en cada lindero montones de piedras como señal de límites; don basilio y su consorte doña Ana y todos los que acompañaron a recibir la posesión para dar solemnidad al acto, tiraron piedras arrancaron hierbas e hicieron otras demostraciones, regresando la comisión al pueblo.
Días después don Bernardo Luis de Castro, Notario del Rey, llamo a doña Ana y a don Basilio en presencia del Fraile Francisco Medina de Santa Cruz y los habitantes de Santa María de la Concepción y Cueva, les entregó la cédula real que debía amparar sus posesiones, cuyo texto es el siguiente.
“……CONOCIDA COSA SEA a todos los hombres que esta Cédula vieron como CARLOS V, por la gracia de Dios, Rey de castilla, de Toledo, de León, de Galicia, de Sevilla, de Córdoba, de Murcia, de Jaén, por gran favor de hacer bien y merced a los americanos que son mis indios en toda la provincia mexicana, a los que ahora son y sean aquí adelante para siempre jamás en la muy noble Ciudad de Tlaxcala y en la muy noble Ciudad de México, dòiles y otorgarles en toda la provincia mexicana mis nuevos vasallos que son mis indios, todos los lugares en que moran ya por lindero de las cuatro partes en cada población hasta lograr, los sitios y lugares sobredichos, los doy y otorgo que las hayan libres quietas para siempre jamás para ser de ellas y en ellas todo lo que ellos quisieren de lo suyo mismo como lo deberían hacer su orden y mando, diciendo que ninguno nos sea osado de ellas embargar por ninguna razón, a cualquier que lo hiciere reprocharme y costa de mil marvadios, que se arreglen a mis leales varones teniendo presente esta mi Cédula y porque sea esta Cédula firme y estaba en toda la provincia mexicana, mandando a sellar con el mío sello de plomo, fecha la Cédula en Madrid tres días andados mes de mayo de 1539…. YO EL REY.
El fraile Francisco Medina de Santa Cruz cumpliendo la misión conferida por la autoridad eclesiástica, exhorto a doña Ana Chilacatla, su consorte Basilio Toltecas y a los de Achimalactla, que sus tribus deberían de formar un solo pueblo, edificar una capilla y elegir patronato, requisitos indispensables según las reales ordenanzas para que la autoridad Eclesiástica, les ratifique el título de posesión de las tierras, montes y manantiales que les había entregado Bernardo Luis de Castro, Notario del Rey: que contaran con su ayuda espiritual, y les prometió influir en el animo de los habitantes de Santa María de la Concepción y Cueva para que cooperando a tales obras como lo hicieran con la apertura del canal de las aguas de TEXCALI, se llevaron a feliz término las obras de la iglesia.
Pero antes, doña Ana y don Basilio, queriendo borrar del ánimo de los habitantes de Achimalactla todo resentimiento por el despojo de sus tierras y la humillación de su sometimiento, ofreció tratarlos con toda clase de consideraciones como si fueran hijos de su misma tribu, entregándoles la mitad de las aguas habían recibido para el riego de sus cultivos.
Dieron principio las obras de edificación de la capilla el 20 de agosto de 1541, fiesta del glorioso Abad San Bernardo y después de dos años de esfuerzos y penalidades las dieron por terminadas, encargándose de participar a la autoridad eclesiástica el Fraile Francisco Medina de Santa Cruz, la que fijó la fecha para su bendición aceptando la proposición de doña Ana de que el patrón de esa iglesia debía serlo el glorioso embajador de María Santísima el Arcángel San Gabriel, cuya imagen esculpida en cuadro la traía desde TLAXOMULCO, felizmente salvados del feroz ataque de PINIAHUATECATL, el 18 de marzo de 1530. La bendición de la capilla se llevó a cabo el 8 de mayo d 1543, en un acto solemnísimo, cuyos detalles de esta fiesta se consigna íntegro en el siguiente documento.
“….IN NOMINE DEUS AMEN… en los territorios de San Gabriel Chilacatla, en ocho días del mes de mayo en el año del nacimiento de nuestro redentor Jesucristo que a esta cuenta tiene fundación, doy este título, yo el infrascrito notario Apostólico, por la Autoridad Ordinaria y Apostólica hoy en día jueves a las seis de la mañana bendeci la capilla edificada y comenzando el di a veinte de agosto fiesta del glorioso Abad San Bernardo hasta la fecha, a saber el año que contaba de 1543, precedidas todas las ceremonias según ordenan los sagrados ritos y por autoridad ordinaria y apostólica doy el nombre y título de este pueblo de SAN GABRIEL CHILACATLA y habiendo bondad infinita de nuestro dios para su gran misericordia y por la intervención de su bendita madre la virgen María nuestra señora, extendido tan largamente su liberal y franca mano en favorecer la fundación, mando a cantar el glorioso Arcángel San Gabriel una misa cantada con toda solemnidad, la canto el padre Fray Pedro Xigena y el padre Fray Manuel Pardo y el padre Fray Juan Francisco Castaño y el padre Fray Miguel Sánchez beneficiaron la misa a las seis y media y después se ordenó una solemne procesión, por mi orden salimos de la capilla a las ocho con la solemnidad debida se puso en orden toda la gente del pueblo de Santa María de la concepción y Cueva y algunos de la comarca que habían venido a pedimento del notario público para la testificación de la información jurídica, salieron por delante las banderas en cada lado la imagen del Arcángel San Gabriel, en el otro lado el retrato de doña Ana Chilacatla, y puestos en orden a los indios salimos de la capilla para el manantial de agua; yo el infrascrito notario di la mano derecha a doña Ana Chilacatla y el notario público don mateo payan dio la mano a don Basilio Toltecas, fuimos en medio de los demás padres y llegamos en el manantial se puso el sobrepelliz el Fray Francisco Medina de Santa Cruz y puesta la imagen del glorioso Arcángel San Gabriel y deseando su señoría ilustrísima dar demostraciones de voluntad con lo que ha solicitado con su cabildo, condescender lo por la muy noble y leal Ciudad de México a quien estima y con el debido aprecio y el reconocimiento que hace por lo que toca como por la veneración que su cabildo tiene al ilustrísimo señor don Antonio Guevara mi señor obispo de Mondoñedo predicador y cronista de don Carlos V, fue capellán del valeroso capitán y caudillo don Fernando Cortes, presente se halló en las conquistas de las ciudades y pueblos, a petición del referido ilustrísimo señor Arzobispo de México, mandan los sumos pontífices que las justicias no pueden prender en nuestras iglesias y campos de ellas y mando que firmemente no sean guardadas todas las gracias, libertades y excepciones que nos habían concedido los sumos pontífices, confirma todos los privilegios y franquezas que el Rey nuestro señor don Carlos V había concedido a los indios en toda la provincia.
MIZQUITI-COLTIC yo el infrascrito notario signé y del palo fuimos dando vuelta reconociendo una piedra grande y nombré en el idioma mexicano TECUANTZATZIA; yo el infrascrito notario, de la piedra grande fuimos dando vuelta por toda la atarjea del agua y nombré en el idioma mexicano ATARJEA DEL AGUA DE SAN JOSÉ y en este lugar compareció don Nicolás Tecuanhuehue con todos (os suyos que se encontraron en los linderos de su pueblo, yo el infrascrito notario signé y desde estos dos linderos, uno es de don Basilio Toltecas y el otro de don Nicolás Tecuanhuehue Coscatecos, fuimos dando vuelta por toda la atarjea de piedra hasta llegar a la Venta Alta; en este logar nombré en el idioma mexicano TECOMULCO; yo ei infrascrito notario signé y luego fuimos dando vueltas por toda una loma tendida, lo nombré en idioma mexicano COYOTEPETL; yo el Infrascrito notario signé y luego fuimos subiendo y llegamos a un lugar que lo nombré en el idioma mexicano MEMEYATLA, yo el infrascrito notario signé y luego fuimos dando vuelta y llegamos a un lugar y lo nombré en ei idioma mexicano APANTLE IAXC-ATL SAN ANDRÉS y luego fuimos a salir en un camino donde mandé poner una cruz por lindero, y luego fuimos dando vuelta por toda la orilla de una loma y llegamos junto a dos árboles y nombré en el idioma mexicano TEMPESQUISTLES, y luego fuimos dando vuelta en una loma y nombré en el idioma mexicano TEPETEOPA, y luego fuimos dando vuelta hasta llegar a las orHIas de una barranca y fuego fuimos por una cañada dentro de unos cerros grandes y fuimos a reconocer un cerro redondo y lo nombré en el idtoma mexicano ELOTEPETL, yo el infrascrito notario signé y luego volvimos hasta reconocer un lugar y nombré ATECOCHTITLA; yo el infrascrito notario signé y luego fuimos a reconocer una barranca honda entre unos cerros y fuimos a dar a una piedra o perta y nombré en el idioma mexicano TETL-LANA-TZIN, aquí en este lugar compareció don Juan Chicopeso con todos los suyos ZAPOTECOS y dijeron: que es lindero la piedra de un pueblo y otro y lo nombré en el idioma mexicano MACPALTITLA, yo el infrascrito notario signé y todo rayado en este título dijo se tomará por fe testimonio sin discrepar un punto en el privilegio que es el instrumento que este pueblo tiene de su fundación y guarde en su depósito, es la Cédula del Rey nuestra sertor don Cartos V, escrito en pergamino con sello de plomo pendiente en filos de seda de colores con fas armas de Castilla y León y por ambos lados este rótulo; CARQUS ILUSTRSS REGÍS ET LEGIONES.- Concuerda con su original de que damos en el manantial en ocho de mayo de mil quinientos cuarenta y tres años. Firmados, Bernardo Luís de Castro notario Apostólico,- Fray Francisco Medina de Santa Cruz, Signo de mí Mateo Payan, Habitantes de la Nueva Ciudad de México y por autoridad real por todas las tierras, reinos y señores del Rey nuestro señor, público y notorio a todo lo sobre dicho, juntamente con los testigos arriba citados presente fui y signé y cerré en testimonio de verdad...,,"
La iglesia actual fue terminada su construcción el 28 de febrero de 1812, en la parte superior de la torre de la iglesia está escrita, durante e) cruento periodo de ta independencia, ignorándose el tiempo que duró su edificación, el nombre del arquitecto, de sus pintores y la aportación forzada o voluntaria de los vecinos dei pueblo, los restos de doña Ana Chilacatla y don Basilio Toitecas, se supone que fueron sepultados dentro de la iglesia.
En el transcurso de doscientos años desde la fundación de la Capilla y pueblo de San Gabriel Chilacatla, se ignora lo que se haya operado en la vida del mismo porque no hay documentos que lo relaten.
Los pobladores de San Mateo prestaron los servicios para cuidar el ganado en este lugar lo nombraron TLACOCHSCALCO, la hacienda de San Miguel veñfseaba periódicamente matanza de ganado en TtacocMcalco; los nativos por tradición reconocen hoy en día el rumbo dei panteón por MATANZACO,
La comunidad de Chilacatla trabajaron la elaboración de la sal en el lugar que lleva el nombre de SALINAJTTITLA.
Profundamente resentida la comunidad de Chilacatla, sin poder olvidar los despojos de sus aguas y tierras, entraron en platicas con ei señor Marqués de Andaballa para comprarle la finca de San Miguel. Accedida, fue pactada en la cantidad de TRES MIL PESOS PLATA, pagaderos en dos partes en ia operación no fue considerada las aguas de CQZAHUATL las que fueron vendidas por separado a Los pobladores de San José, San Mateo y San Pedro, Para comprar dicha finca tuvieron que vender a los vecinos de San Mateo y San Pedro dos caballerías de tierra con dos surcos de agua de TEXCALLI para cada pueblo, en la cantidad de MIL PESOS PLATA, estipulando el uso de los surcos de agua compuestos de doce horas cada uno, los percibirían ios domingos de día y de noche, y que los inán entregando por turno los barrios de TLAJCOATL, TLACONAHUAC, ECATZINGO Y TEPETEOPA, como hasta la fecha está establecido y cuyas escrituras de venta fueron firmadas por el señor Luis Pérez de Qrbilio, apoderado jurídico del pueblo de Chilacatla.
El 27 de julio de 1709 la comunidad del pueblo de Chilacatla, pagó al señor don Miguel Pérez de Andaballa y Santa Cruz la cantidad de tres mil pesos de piala en que fue convenida de la hacienda de San Miguel, entrando en posesión de sus antiguas tierras, procedieron a demoler sus construcciones ante el temor de que, conservariass con el tiempo algún otro conquistador podía codiciarlas- Dos años después dicho lugar solo quedaba unos paredones, en la actualidad se le conoce como TEPANTíTLA,
En 1711 los trabajadones acasitlados o campaneros de esta finca, por voluntad propia fueron agregados a la comunidad de Chilacatla y oíros a San José, llevándose éstos una estampa de la ex hacienda de San Miguel por lo que en la actualidad celebran con más solemnidad la fiesta de esle santo y no e! de San José. A los que se agregaron a Chilacatla se les proporcionaron tierras y agua, tomando este núcleo el nombre de barrio de ECATZINGO.
Por esos mismos años ocwrian otros sucesos, vlvfa una tribu sobre un cerro alto ubicado al oeste de la hacienda de San Andrés, como es costumbre fue conquistada y obligada a construir su iglesia o capilla para el culto de la religión católica, este sitio lo conocieron con el nombre de TEPETEOPA,
Un esparto! de Tepeaca que fue dueño de ía hacienda de San Andrés Arrialco, en la actualidad se le conoce con el nombre de TLALAHAClENDA. careciendo de pastizales y cerros para la ceba de ganado, trató por todos los medios de que Tepeteopa se los rentara, pero los habitantes, temerosos de ser despojados se negaron a concederlo, la reníara, pero ios habitantes, temerosos de ser despojados se negaran a concederlo, la actitud que lastimo la soberbia del hacendado que, haciendo uso de su posición de conquistador y de su influencia ante las autoridades, mando a introducir su ganado en los montes que se le negaban, usando la fuerza de las armas, mando incendiarles sus chozas y destruyó la capilla, despojados de sus posesiones, bajaron a establecerse en unas lomas cercanas a la comunidad de Chilacatla. conocidas con el nombre de EL XANTIL La tribu, suque con sobresaltos, vivió por un tiempo en este lugar.
El 11 de septiembre de 1744, por estas fechas ya había cambiado de propietario la hacienda de San Andrés, otro español de tepeacs, llamado Alonso Ruiz de Barcena, quien solicitó a las autoridades de Tehuacán un deslinde judicial de las tierras de su propiedad, con el propósito de expulsar a los habitantes del NUEVO TEPETQPA. Sobornados las autoridades con toda mala fe hicieron constar en la diligencia que la posesión de esta tribu se encontraba dentro de las berras de la hacienda de San Andrés.
Con esta rehabilitación judicial el propietario procedió con la misma saña que su antecesor; los de Tepeteopa. huyendo de este nuevo alentado al pueblo de Chilacatla. los recibió con !a mayor voluntad, señalándoles sitios para vivir, tierras y agua; para el efecto, por faenas de cada lunes fueron ayudados a construir el APANTLHUEY con compuertas en el partidor AXELOLI, hoy en día aún persiste.
Así concluyó la peregrinación dolorosa de esta tribu que pasó a formar parte del pueblo de San Gabriel Chilacatla, con el nombre de Barrio de Tepeteopa.

## Museos
En esta comunidad existe un museo llamado: museo del agua.
El tema principal de este museo es el cuidado del agua y su repercusión general en el medio ambiente.
Este museo está sustentado financieramente por el grupo de empresas sociales cooperativas "Quali-Alternativas".
Historia del museo:
Este museo fue fundado en el año 2005, durante la gestión del entonces Presidente Municipal de la localidad Isaías Hernández; a su inauguración acudieron mandatarios a nivel estatal de las entidades de Puebla y Oaxaca.
En el año 2008 lo visitó el entonces Presidente de la República: Felipe de Jesus Calderon Hinojosa a raíz de la difusión que logró en medios informativos nacionales la existencia de dicho museo, como parte de un programa de televisión que lucró con la promoción de iniciativas de carácter privado en materia ecológica y de sustentabilidad del medio ambiente.
Cabe destacar que actualmente este museo es uno de los más famosos y visitados de la región.

## Tradiciones
Las tradiciones más representativas de esta comunidad son:
día de muertos, feria del pueblo.
Él día de muertos es el más representativo, esta comunidad es muy reconocida y afamada por esto los días 1 y 2 de noviembre llegan cientos de turistas a apreciar las ofrendas que los chileños dedican a sus difuntos.
MIK-ILHUITL O FIESTA DE LOS MUERTOS EN SAN GABRIEL CHILAC PUEBLA MÉXICO
La fiesta de los muertos o mik-ilhuitl, forma parte del acervo cultural, que nuestros antepasados nos legaron.
San Gabriel chilac, municipio de habla náhuatl. Descendientes de la raza azteca y tolteca. Conserva aÚn sus tradiciones y costumbres que le dan identidad y presencia, en nuestro país y en el extranjero.
La fiesta de los muertos o el mik-ilhuitl, constituye una devoción y adoración, hacia los que se nos han adelantado, es por ello que el mik-ilhuitl, en san Gabriel Chilac se constituye como una de las manifestaciones con mayor trascendencia e importancia.
Recordar al ser querido es todo un rito, los preparativos dan inicio un mes antes de la llegada de los muertos quienes año con año arriban al tlalticpac (mundo terrenal), mujeres, hombres y niños participan en este legado de nuestros abuelos, los artesanos restauran cruces, mismos que al paso del tiempo se encuentran deterioradas por lo que los habitantes acuden al camposanto a traer las cruces, para que estas sean restauradas por los artesanos de la comunidad, los cuales se postran aún lado del camposanto, en donde les espera tareas muy fuertes para dejar en buenas condiciones las cruces, y así el día del mikilhuitl, luzcan y estén bien presentables.
Otros pican papel y nailon de colores para crear flores de todos los estilos y así adornar a las ceras tlaquentitoc, o ceras adornadas, los cuales se ofrecen para las almas nuevas que fallecen durante el año al cual se les denomina yancuicatonali (almas nuevas), estas ceras se otorgan a los familiares del difunto, ya que por estar en trance no se le puede ofrendar o tlamaniliztli,
La población en general acude al camposanto para acondicionar el lugar en donde se encuentra la tumba, para después hacer jacales de carrizo. Espacio que servirá para la convivencia durante el mikilhuitl, el movimiento de la gente se acrecienta, todo el pueblo se prepara para recibir sus difuntos.
Da inicio el mikilhuitl
28 de octubre.- fecha dedicada a los que perecieron por accidente, los familiares acuden al lugar en donde ocurrió la tragedia, en la tumba simbólica del difunto se tapiza con flores de cempoalxochitl, letanias y plegarias se escuchan dando señal de que el ser querido esta ya presente. Su arribo 12 del día, el lugar se humea al contorno con un copalcaxitl o sumerio en donde el aroma del copali o copal le da una esencia mística y de rencuentro.
31 de octubre.- día en la que los niños o cocone hacen acto de presencia, en los hogares los artales esperan ya el tan anhelado encuentro, las ofrendas están listas así mismo, los familiares que alrededor de la ofrenda realizan cantos de bienvenida así mismo rezos y plegarias
Ixhualmuica nonamic, nicaitcate mocnihua, igua tejhua, axa otmololojque nochte, itpakilhui, ixhuiqui nonamic xicua mo tzopelic tejua nica ityetozque, it ton mocotlalhuizque.
Bienvenido mi niño, aquí están tus hermanos, nosotros también, estamos reunidos todos en presencia tuya, estamos felices mi niño, prueba tus dulces nosotros estamos junto a ti te estaremos cuidando.
Doce del día repique de campanas y cohetes dan la señal yo calaque cocone, ye nica cate. Es la palabra que suena en el pueblo ya llegaron los niños ya están aquí.
1 de noviembre.- durante la madrugada se hace una misa de intención por los difuntos, esta misa tiene una característica muy especial, la población en general acude a misa y lo hace de la siguiente manera, desde que salen de sus hogares encienden una cera o vela la cual llevan por el camino que conduce a la iglesia, estas velas o ceras encendidas, tendrán que permanecer hasta que termine la misa de intención, por lo que la luz local de la iglesia se mantendrá apagada.
Al término de esta misa la gente va por sus compras de flores de cempoalxochit, nardos, monjitas, y un sin número de flores. Mismas que darán la fragancia y bienvenida a los difuntos. El movimiento es aún mayor, las ofrendas se preparan los tamales de frijol, (eyotamali), los tamales de chile (nacatamali), atole rojo (atoli chichiltic), chocolate ( chocolatl), mole de guajolote (molgueguejcholi), pan de sal(pan ixtac), además de las frutas de temporada así como las bebidas del gusto del difunto.
Para la ofrenda del hombre se realiza con un tenate, y si es para una mujer con una canasta de abejuco, se adorna con papel china morada y negra, para después colocar los productos de la ofrenda en cada canasta o tenate se coloca una cera que significa un difunto, las ofrendas se distribuyen en el artal o mesa que también va adornada con papel picado, es una costumbre poner de más en la ofrenda este para aquellos difuntos que no tengan quien les ofrende y por ende no sufran en este mundo terrenal y encuentren algo para disfrutar durante su estancia.
Las rezanderas que son unas verdaderas artistas entonan las letanias al compás del armonio instrumento de pedales y que emiten sonidos con el aire, mujeres líricas, que manejan el armonio con gran profesionalismo, el olor del copali, envuelve el contorno, las voces timbradas de las rezanderas nos transportan a un mundo inaudito en donde las tradiciones florecen y se niegan rotundamente a morir.
Tlamacahuiliztli
Despedida
2 de noviembre.- día que constituye como la culminación del festejo y el reencuentro con sus muertos quienes con el permiso del dios omnipotente llegaron al tlalticpac (mundo terrenal), en esta fecha todas las ofrendas se levantan de los altares para llevarlos al camposanto en donde los despiden conviviendo con ellos durante más de 10 horas, es aquí donde las bandas de viento. Los mariachis deleitan a los que despiden para regresar al más allá, cantos plegarias y rezos se ecuchan por doquier, todos se congregan en este camposante, en donde se tiene la visita de antropólogos de varios países del mundo, así también de turistas nacionales.
En el estado de puebla, el día de muertos y ofrendas de san gabriel chilac, fueron declaradas “patrimonio cultural del estado” por decreto del gobierno del estado, publicado en el periódico oficial el miércoles 6 de agosto de 1997.

## Orografía
El municipio pertenece a dos regiones morfológicas: al poniente de la cota 1,500 pertenece a la Sierra de Zapotitlán, y al oriente al Valle de Tehuacán.  
Se le ubica en el costado sur-occidental del Valle de Tehuacán, por lo que muestra un relieve montañoso al occidente, con estribaciones de la sierra mencionada y plano al oriente. 
La zonas planas muestran un suave declive en dirección noroeste-sureste, 
que va de 1,700 a 1,150 metros sobre el nivel del mar.

## Hidrografía
El municipio pertenece a la cuenca del Papaloapan. Es recorrido de oeste a sureste por el arroyo Zapotitlán, proveniente de la conjunción de varios afluentes de la sierra del mismo nombre. Este río presenta gran cantidad de sales de sodio provenientes de las depresiones del Zapotitlán, por ello, al unirse al Tehuacán en el Valle del mismo nombre, se le denomina Río Salado, uno de los principales formadores del Papaloapan.

## Clima

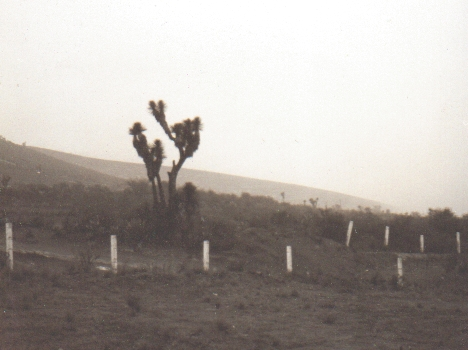
Paisaje de la Reserva de la biosfera Tehuacán-Cuicatlán de la cual es perteneciente San Gabriel Chilac.

Presenta sólo dos climas del grupo de los secos, que van del seco muy cálido al seco semicálido, conforme se aproxima a la sierra de Zapotitlán:  
Clima seco semicálido; lluvias en verano y escasa a lo largo del año. Se presenta en la parte occidental del municipio. 
Clima seco muy cálido, el más seco de los esteparios. Es el clima de la parte oriental del municipio.

## Principales ecosistemas

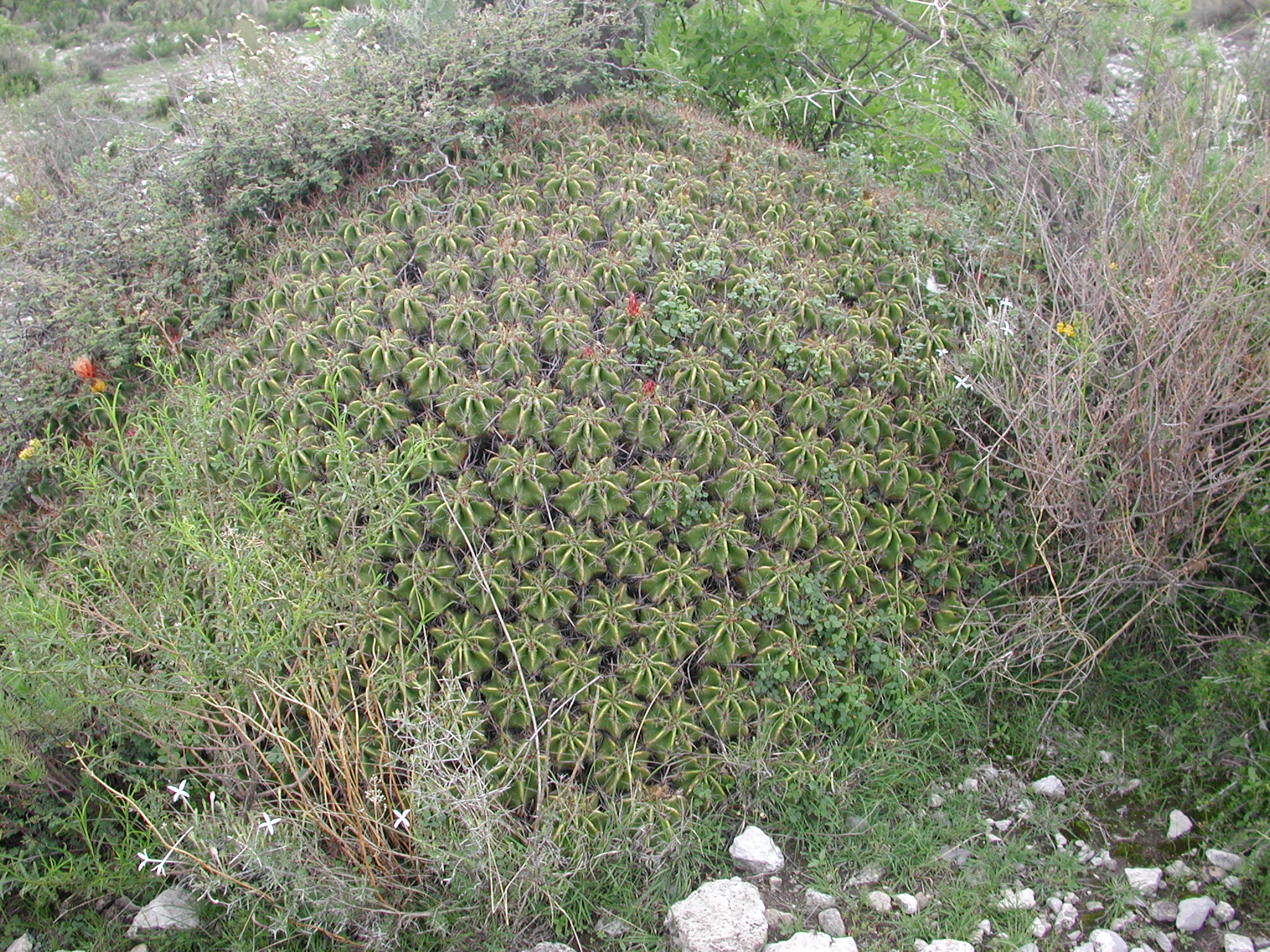
El valle de Tehuacán cuenta con vegetación desértica única en el mundo.

El municipio presenta en las zonas planas, correspondientes al valle de Tehuacán, agricultura de riego; es una extensa zona que forma parte de la gran extensión de riego de Tehuacán. 
Las zonas montañosas del poniente están ocupadas por pastizal inducido, agricultura de temporal, matorral crasicaule, matorral desértico rosetófilo y vegetación de selva baja caducifolia. Así también, el pequeño promontorio del oriente, presenta matorral desértico rosetófilo. 